# FTX Crypto Cup
FTX Crypto Cup là giải đấu thứ 6 và là giải Chính thứ 3 của tour giải cờ nhanh trị giá hơn 1,6 triệu đô la Meltwater Champions Chess Tour 2021. Lần đầu tiên một giải đấu của tour quy tụ được top 10 kỳ thủ cờ vua mạnh nhất thế giới. Tổng số tiền thưởng của giải đấu là 320.000$ (gồm 100.000$ bitcoin cho top 4 của giải).

## Thể thức
Giống như các giải đấu khác trong chuỗi giải đấu này, FTX Crypto Cup chơi theo thể thức cờ nhanh, mỗi ván đấu 15 phút + 10 giây tích lũy. Mỗi giải gồm 16 kỳ thủ (riêng giải Airthings Masters gồm 12 kỳ thủ), thi đấu vòng bảng vòng tròn một lượt chọn ra 8 kỳ thủ đánh loại trực tiếp.
Ở vòng loại trực tiếp, việc phân cặp theo thứ tự vòng bảng: 1-8 và 4-5 chung nhánh bán kết, 2-7 và 3-6 nhánh còn lại. Mỗi trận đấu gồm 2 trận đấu nhỏ, mỗi trận đấu nhỏ có 4 ván cờ nhanh. Ở trận đấu nhỏ, nếu ai đạt được từ 2½ điểm trở lên được tính là thắng, nếu hòa 2–2 tính là hòa. Kết quả trận đấu là kết quả 2 trận đấu nhỏ. Nếu hai trận đấu nhỏ có kết quả hòa (hòa cả hai trận hoặc mỗi người thắng một trận) thì sẽ có hai ván cờ chớp 5 phút + 3 giây để phân định thắng thua. Nếu sau hai ván cờ chớp vẫn hòa sẽ có một ván Armageddon: bên trắng có 5 phút, bên đen 4 phút nhưng hòa thì đen thắng. Người có thứ hạng cao hơn ở vòng bảng sẽ được chọn màu quân ở ván đấu này.
Các giải đấu đều thi đấu trên nền tảng Chess24.com, là một trong những trang web hàng đầu về cờ vua mà công ty của vua cờ Magnus Carlsen đã sở hữu trước đó.

## Lịch thi đấu
| Vòng (giai đoạn)                | Thời gian                  |
| ------------------------------- | -------------------------- |
| Cả giải đấu                     | 23 - 31 tháng 5, 2021      |
| Vòng bảng                       | 23, 24 và 25 tháng 5, 2021 |
| Vòng tứ kết                     | 26 và 27 tháng 5, 2021     |
| Vòng bán kết                    | 28 và 29 tháng 5, 2021     |
| Chung kết và Trận tranh hạng ba | 30 và 31 tháng 5, 2021     |

## Vòng bảng
Fabiano Caruana mới tham dự giải đấu lần đầu nhưng đã giành vị trí nhất bảng. Carlsen lần đầu tiên trong 1 giải ở Tour không nhất vòng bảng. Top 10 kỳ thủ cờ vua mạnh nhất thế giới hiện tại có Levon Aronian, Shakhriyar Mamedyarov, Đinh Lập Nhân và Alexander Grischuk không vượt qua vòng bảng.
| TT | Kỳ thủ                 | Elo  | Thắng | Hòa | Thua | Điểm | Đối đầu | Ván thắng | Hệ số SB | 01 | 02 | 03 | 04 | 05 | 06 | 07 | 08 | 09 | 10 | 11 | 12 | 13 | 14 | 15 | 16 |
| -- | ---------------------- | ---- | ----- | --- | ---- | ---- | ------- | --------- | -------- | -- | -- | -- | -- | -- | -- | -- | -- | -- | -- | -- | -- | -- | -- | -- | -- |
| 1  | Fabiano Caruana        | 2773 | 6     | 8   | 1    | 10   |         |           |          | -  | 1  | ½  | ½  | ½  | ½  | ½  | 1  | ½  | 0  | ½  | 1  | ½  | 1  | 1  | 1  |
| 2  | Anish Giri             | 2731 | 5     | 8   | 2    | 9    | 1½      | 5         |          | 0  | -  | ½  | ½  | ½  | ½  | 1  | ½  | ½  | ½  | 1  | 0  | 1  | ½  | 1  | 1  |
| 3  | Hikaru Nakamura        | 2829 | 4     | 10  | 1    | 9    | 1½      | 4         | 64       | ½  | ½  | -  | ½  | ½  | ½  | ½  | 1  | ½  | 1  | 0  | 1  | ½  | ½  | ½  | 1  |
| 4  | Maxime Vachier-Lagrave | 2741 | 4     | 10  | 1    | 9    | 1½      | 4         | 63,25    | ½  | ½  | ½  | -  | ½  | 1  | ½  | 1  | ½  | 0  | ½  | ½  | ½  | ½  | 1  | 1  |
| 5  | Wesley So              | 2741 | 3     | 12  | 0    | 9    | 1½      | 3         |          | ½  | ½  | ½  | ½  | -  | ½  | ½  | ½  | ½  | ½  | ½  | ½  | ½  | 1  | 1  | 1  |
| 6  | Magnus Carlsen         | 2881 | 4     | 9   | 2    | 8½   | 1       |           |          | ½  | ½  | ½  | 0  | ½  | -  | 1  | ½  | 0  | 1  | ½  | ½  | ½  | 1  | 1  | ½  |
| 7  | Teimour Radjabov       | 2758 | 4     | 9   | 2    | 8½   | 0       |           |          | ½  | 0  | ½  | ½  | ½  | 0  | -  | 1  | ½  | ½  | ½  | 1  | 1  | ½  | ½  | 1  |
| 8  | Ian Nepomniachtchi     | 2778 | 5     | 6   | 4    | 8    | 1       |           |          | 0  | ½  | 0  | 0  | ½  | ½  | 0  | -  | 1  | ½  | ½  | ½  | 1  | 1  | 1  | 1  |
| 9  | Levon Aronian          | 2778 | 4     | 8   | 3    | 8    | 0       |           |          | ½  | ½  | ½  | ½  | ½  | 1  | ½  | 0  | -  | 0  | 1  | 0  | ½  | ½  | 1  | 1  |
| 10 | Shakhriyar Mamedyarov  | 2761 | 4     | 7   | 4    | 7½   |         |           |          | 1  | ½  | 0  | 1  | ½  | 0  | ½  | ½  | 1  | -  | 0  | ½  | ½  | 0  | ½  | 1  |
| 11 | Alireza Firouzja       | 2703 | 3     | 8   | 4    | 7    | 1       | 3         | 56       | ½  | 0  | 1  | ½  | ½  | ½  | ½  | ½  | 0  | 1  | -  | ½  | ½  | 1  | 0  | 0  |
| 12 | Peter Svidler          | 2742 | 3     | 8   | 4    | 7    | 1       | 3         | 49,5     | 0  | 1  | 0  | ½  | ½  | ½  | 0  | ½  | 1  | ½  | ½  | -  | ½  | ½  | 0  | 1  |
| 13 | Đinh Lập Nhân          | 2836 | 2     | 10  | 2    | 7    | 1       | 2         |          | ½  | 0  | ½  | ½  | ½  | ½  | 0  | 0  | ½  | ½  | ½  | ½  | -  | ½  | 1  | 1  |
| 14 | Daniil Dubov           | 2770 | 2     | 8   | 5    | 6    |         |           |          | 0  | ½  | ½  | ½  | 0  | 0  | ½  | 0  | ½  | 1  | 0  | ½  | ½  | -  | ½  | 1  |
| 15 | Alexander Grischuk     | 2784 | 3     | 4   | 8    | 5    |         |           |          | 0  | 0  | ½  | 0  | 0  | 0  | ½  | 0  | 0  | ½  | 1  | 1  | 0  | ½  | -  | 1  |
| 16 | Alan Pichot            | 2533 | 1     | 1   | 13   | 1½   |         |           |          | 0  | 0  | 0  | 0  | 0  | ½  | 0  | 0  | 0  | 0  | 1  | 0  | 0  | 0  | 0  | -  |

## Vòng loại trực tiếp
Trận tứ kết giữa Nakamura và Carlsen là một trong số các trận đấu được đón xem nhất của giải đấu cùng với trận chung kết của giải. Carlsen có lần thứ 3 đụng độ So trong 1 trận chung kết của tour và có lần đầu tiên thắng So. Anh chính thức có 1 suất vào thẳng giải Chung kết Tour.
|  | Tứ kết | Tứ kết                 | Tứ kết | Tứ kết           | Tứ kết |   |           | Bán kết            | Bán kết          | Bán kết | Bán kết | Bán kết |                    |                       | Chung kết             | Chung kết             | Chung kết             | Chung kết             | Chung kết |  |
|  |        |                        |        |                  |        |   |           |                    |                  |         |         |         |                    |                       |                       |                       |                       |                       |           |  |
|  | 1      | Fabiano Caruana        | 2      | 2                | ½      |   |           |                    |                  |         |         |         |                    |                       |                       |                       |                       |                       |           |  |
|  | 1      | Fabiano Caruana        | 2      | 2                | ½      |   |           |                    |                  |         |         |         |                    |                       |                       |                       |                       |                       |           |  |
|  | 8      | Ian Nepomniachtchi     | 2      | 2                | 1½     |   |           |                    |                  |         |         |         |                    |                       |                       |                       |                       |                       |           |  |
|  | 8      | Ian Nepomniachtchi     | 2      | 2                | 1½     |   | 8         | Ian Nepomniachtchi | 1½               | 1       |         |         |                    |                       |                       |                       |                       |                       |           |  |
|  |        |                        |        |                  |        |   | 8         | Ian Nepomniachtchi | 1½               | 1       |         |         |                    |                       |                       |                       |                       |                       |           |  |
|  |        |                        | 5      | Wesley So        | 2½     | 2 |           |                    |                  |         |         |         |                    |                       |                       |                       |                       |                       |           |  |
|  | 5      | Wesley So              | 5      | Wesley So        | 2½     | 2 | 3         | 2                  |                  |         |         |         |                    |                       |                       |                       |                       |                       |           |  |
|  | 5      | Wesley So              |        |                  |        |   |           |                    |                  |         |         |         |                    |                       |                       |                       |                       |                       |           |  |
|  | 4      | Maxime Vachier-Lagrave | 1      | 1                |        |   |           |                    |                  |         |         |         |                    |                       |                       |                       |                       |                       |           |  |
|  | 4      | Maxime Vachier-Lagrave | 1      | 1                |        | 5 | Wesley So | 2                  | 2                | 1       |         |         |                    |                       |                       |                       |                       |                       |           |  |
|  |        |                        |        |                  |        |   |           |                    |                  |         |         |         |                    |                       |                       |                       |                       |                       |           |  |
|  |        |                        | 6      | Magnus Carlsen   | 2      | 2 | 2         |                    |                  |         |         |         |                    |                       |                       |                       |                       |                       |           |  |
|  | 3      | Hikaru Nakamura        | 6      | Magnus Carlsen   | 2      | 2 | 2         | 2                  | 2                | 0       |         |         |                    |                       |                       |                       |                       |                       |           |  |
|  | 3      | Hikaru Nakamura        |        |                  |        |   |           | 2                  | 2                | 0       |         |         |                    |                       |                       |                       |                       |                       |           |  |
|  | 6      | Magnus Carlsen         | 2      | 2                | 2      |   |           |                    |                  |         |         |         |                    |                       |                       |                       |                       |                       |           |  |
|  | 6      | Magnus Carlsen         | 2      | 2                | 2      |   | 6         | Magnus Carlsen     | 2                | 3       |         |         |                    | Tranh huy chương đồng | Tranh huy chương đồng | Tranh huy chương đồng | Tranh huy chương đồng | Tranh huy chương đồng |           |  |
|  |        |                        |        |                  |        |   | 6         | Magnus Carlsen     | 2                | 3       |         |         |                    |                       |                       |                       |                       |                       |           |  |
|  |        |                        | 7      | Teimour Radjabov | 2      | 1 |           |                    |                  |         |         |         |                    |                       |                       |                       |                       |                       |           |  |
|  | 7      | Teimour Radjabov       | 7      | Teimour Radjabov | 2      | 1 | 2½        | 2                  |                  |         |         | 8       | Ian Nepomniachtchi | 2                     | 2½                    |                       |                       |                       |           |  |
|  | 7      | Teimour Radjabov       |        |                  |        |   |           |                    |                  |         |         | 8       | Ian Nepomniachtchi | 2                     | 2½                    |                       |                       |                       |           |  |
|  | 2      | Anish Giri             | 1½     | 2                |        |   |           | 7                  | Teimour Radjabov | 2       | 1½      |         |                    |                       |                       |                       |                       |                       |           |  |

## Kết quả chung cuộc
| Thứ hạng | Kỳ thủ             | Điểm | Tiền thưởng             |
| -------- | ------------------ | ---- | ----------------------- |
| Vô địch  | Magnus Carlsen     | 86   | 60 000$+50 000$ bitcoin |
| Á quân   | Wesley So          | 58   | 40 000$+25 000$ bitcoin |
| Hạng ba  | Ian Nepomniachtchi | 32   | 25 000$+15 000$ bitcoin |
| Hạng tư  | Teimour Radjabov   | 24   | 15 000$+10 000$ bitcoin |